# マルチェロ・マストロヤンニ
マルチェロ・ヴィンチェンツォ・ドメニコ・マストロヤンニ（Marcello Vincenzo Domenico Mastroianni, 1924年9月28日 - 1996年12月19日）は、イタリアの映画俳優。第二次世界大戦後のイタリア映画を代表する二枚目スターで、国際的な人気を博した。フェデリコ・フェリーニ監督作品への出演や、ソフィア・ローレンとのコンビで知られる。
弟ルッジェロ・マストロヤンニは俳優、叔父ウンベルト・マストロヤンニは彫刻家。フランス人女優カトリーヌ・ドヌーヴとの間に生まれた娘キアラ・マストロヤンニは女優。

## 来歴
1924年9月28日にイタリア中部の町フォンターナ・リーリの家具職人の家に生まれたマストロヤンニは、イタリアの首都ローマと北部の工業都市トリノで育ち、その後徴兵されて第二次世界大戦にイタリア軍の兵士として参戦した。
1943年9月8日にイタリアが連合国軍に降伏し、その後、イタリア北部がドイツ軍の占領下に入るとドイツ軍の捕虜収容所に入れられたものの、からくも脱出し、その後1945年までの間イタリア北部のヴェネツィアにいた。
第二次世界大戦が終結した1945年に演劇の世界に入り、ローマで映画の制作スタッフとして働くとともに、ローマ大学の演劇センターで俳優のレッスンを受け始める。その後イタリアを代表する巨匠、ルキノ・ヴィスコンティ監督に才能を認められ、1947年にイタリアで公開された『レ・ミゼラブル』(原題: I miserabili)で俳優としてのキャリアをスタートさせる。

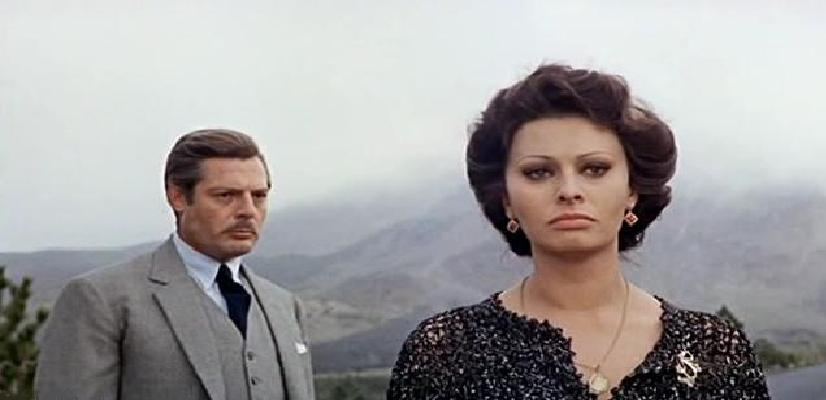
ああ結婚（1962年）

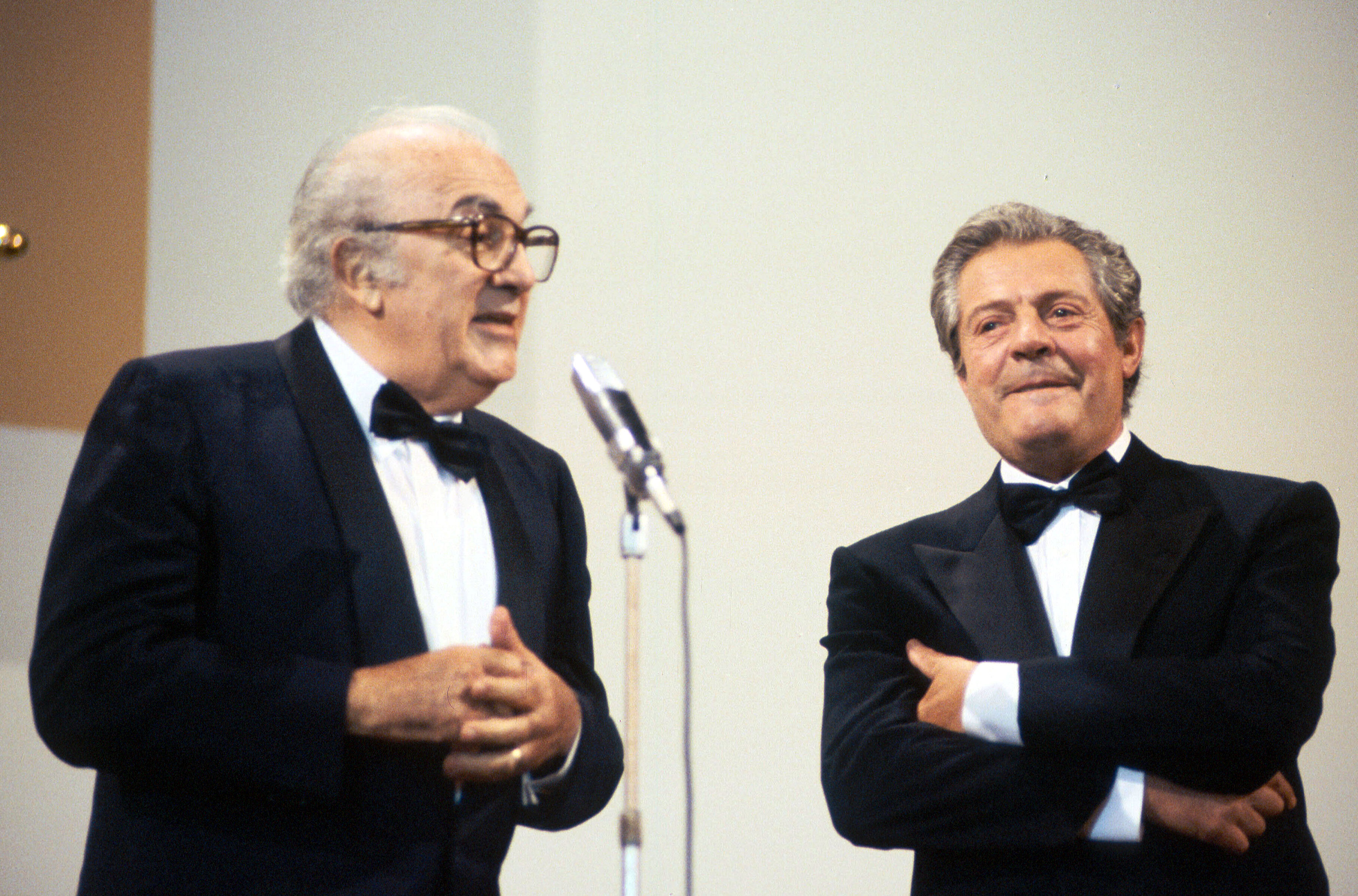
フェデリコ・フェリーニ（左）とともに

その後は『バストで勝負』（1955年）や『女と男』（1957年）、 ルキノ・ヴィスコンティ監督の『白夜』（1957年）などに出演し、1959年に公開されたフェデリコ・フェリーニ監督の名作『甘い生活』（原題：『La Dolce vita』）で、ローマの上流階級を舞台に退廃的な生活を送るゴシップ記者を演じ、世界的な名声を得た。その後もフェリーニ作品では『8 1/2』（1963年）、『女の都』（1980年）、ローマにある巨大な映画撮影所「チネチッタ」のオープン50周年記念作品『インテルビスタ』（1987年）などに出演した。
また、イタリア女性らしさを演じている女優、ソフィア・ローレンとの共演も多く、前述の『バストで勝負』やヴィットリオ・デ・シーカ監督のコメディ『昨日・今日・明日』（1963年）、『ひまわり』（1970年）、ロバート・アルトマン監督の『プレタポルテ』（1994年）など多くの映画で共演し、名コンビとなった。
『甘い生活』の新聞記者役に代表されるような、典型的な「イタリア人プレイボーイ」的な役を演じたことで知られ、二枚目ながら三枚目的な雰囲気を漂わせた、人間味溢れる演技が特徴的な性格俳優として評価された。『イタリア式離婚狂想曲』（1963年）では初のアカデミー主演男優賞にノミネートされ、その後も『特別な一日』（1978年）で同じく主演男優賞にノミネートされた。『黒い瞳』（1988年）では同賞とカンヌ国際映画祭主演男優賞の両方にノミネートされ、アカデミー賞は逃したものの『ジェラシー』（1970年）に次いで2度目のカンヌ国際映画祭主演男優賞を受賞した。
晩年の70代に至るまでイタリア映画を中心に出演を続けたが、前述の『プレタポルテ』などのアメリカ映画への出演や、日本化粧品メーカーのテレビコマーシャルなどにも出演している。また、1980年代前半に市川崑監督、市川森一脚本によるオール外国人キャスト、オール欧州ロケによるコメディ日本映画の主演予定が報道されたが、実現には至らなかった。
1996年12月19日にフランス、パリの自宅ですい臓ガンで死去した。72歳没。葬儀はローマの教会で国葬扱いで行われ、多くの共演者やファンが世界中から駆けつけた。
遺作は、ポルトガルの巨匠、マノエル・デ・オリヴェイラ監督の『世界の始まりへの旅』（1997年）。遺著（日本語版）に、アンナ・マリア・タトー聞き書きの『マストロヤンニ自伝　わが映画人生を語る』（押場靖志訳、小学館、2002年）がある。

## 私生活

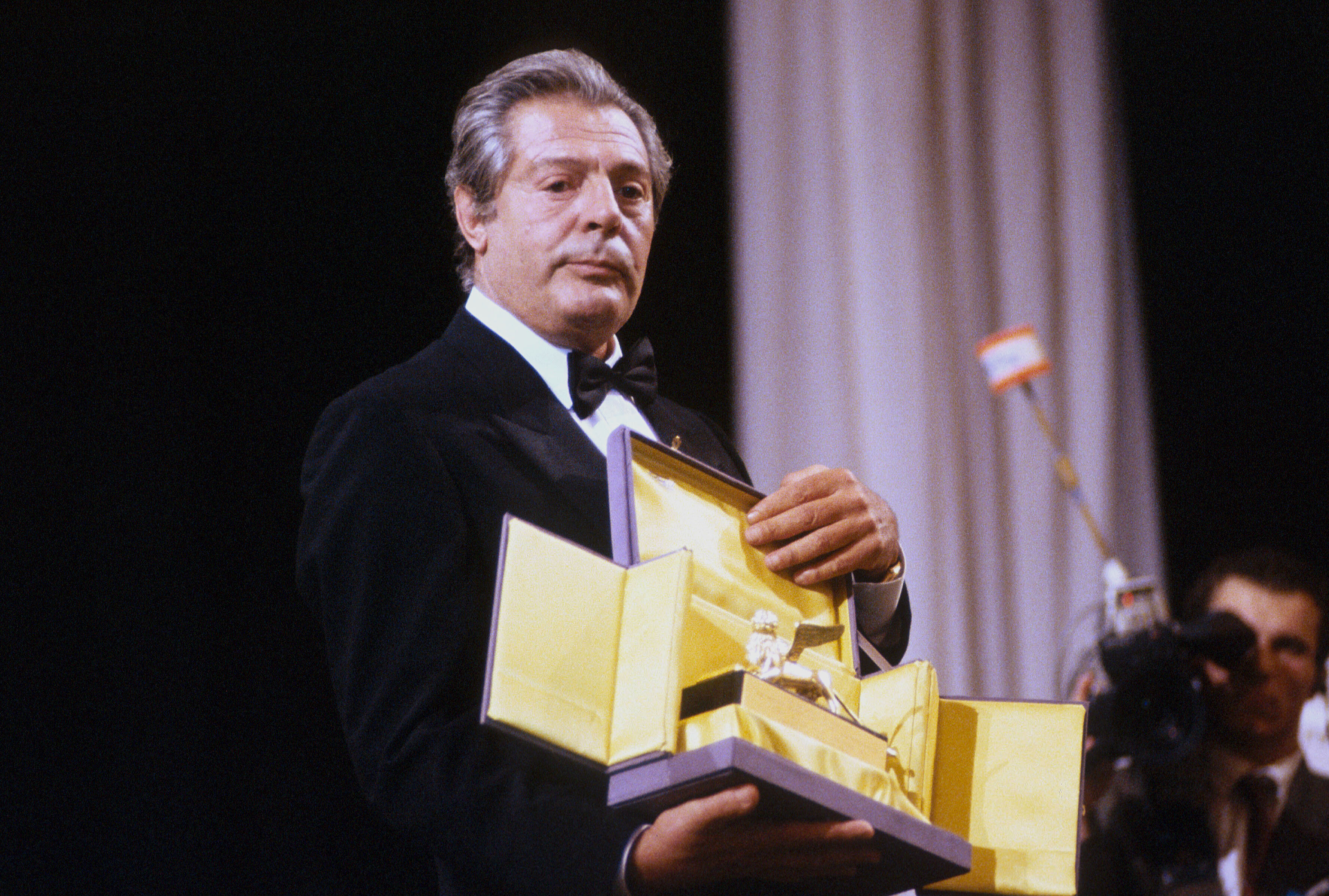
ヴェネツィア国際映画祭（1990年）

若い頃からアニタ・エクバーグ、ソフィア・ローレン、フェイ・ダナウェイ、カトリーヌ・ドヌーヴなど多くの女優などと浮名を流したが、結婚は生涯で1度、1948年にイタリア人女優のフローラ・カラベッラとのみであった。しかし後年マストロヤンニはマスコミのインタビューで、「本当に自分が心底愛した女はエクバーグとドヌーブの2人だけだった」と語った。
妻のフローラとの間に一女をもうけたほか、長年の愛人でフランス人女優のカトリーヌ・ドヌーヴとの間にも一女（女優のキアラ・マストロヤンニ）をもうけている。なお、『プレタポルテ』（1994年）など複数の作品でキアラと共演を行ったほか、ドヌーヴとキアラの母子は晩年のマストロヤンニの看護も行い、臨終にも立会っている。

## フィルモグラフィ
生涯で約170作に出演し、その多くがルキノ・ヴィスコンティ、ヴィットリオ・デ・シーカ、フェデリコ・フェリーニ、ミケランジェロ・アントニオーニ、ニキータ・ミハルコフ、テオ・アンゲロプロス、エットーレ・スコラ、ジュゼッペ・トルナトーレなどの名監督による作品である。
- I miserabili （1948年）
- Domenica d'agosto （1949年）
- Cuori sul mare （1949年）
- Vita da cani （1950年）
- Contro la legge （1950年）
- 非難 Atto di accusa （1950年）
- Parigi è sempre Parigi （1951年）
- Cinque mamme ed una culla - Passaporto per l'oriente （1951年）
- Sensualità （1951年）
- L'eterna catena （1951年）
- Viale della speranza （1952年）
- Tragico ritorno （1952年）
- Penne nere （1952年）
- Le ragazze di Piazza di Spagna （1952年）
- Non è mai troppo tardi （1953年）
- Gli eroi della domenica （1953年）
- Lulù （1953年）
- Febbre di vivere （1953年）
- 恋愛時代 Giorni d'amore （1954年）
- La principessa delle Canarie （1954年）
- Cronache di poveri amanti （1954年）
- Schiava del peccato （1954年）
- こんなに悪い女とは Peccato che sia una canaglia （1954年）
- Tempi nostri - Zibaldone N.2 （1954年）
- Tam tam Mayumbe （1955年）
- Il bigamo by Luciano Emmer （1955年）
- バストで勝負 La bella mugnaia （1955年）
- La fortuna di essere donna （1956年）
- Il momento più bello （1956年）
- Il medico e lo steegone （1957年）
- 白夜 Le notti bianche （1957年）
- Padri e figli （1957年）
- 女と男 Mädchen und Männer （1957年）
- Un ettaro di cielo （1957年）
- Amore e guai （1958年）
- I soliti ignoti （1958年）
- みんなが恋してる Tutti innamorati （1958年）
- 夏物語 Racconti d'estate （1958年）
- Ferdinando I, re di Napoli （1959年）
- Il nemico di mia moglie - Il marito bello （1959年）
- 掟 La Legge （1959年）
- Adua e le compagne （1960年）
- 甘い生活 La Dolce Vita （1960年）
- 汚れなき抱擁 Il bell'Antonio （1960年）
- L'assassino （1960年）
- 夜 La notte （1960年）
- 私生活 Vita privata （1961年）
- Fantasmi a Roma （1961年）
- イタリア式離婚狂想曲 Divorzio all'italiana （1962年）
- 家族日誌 Cronaca familiare （1962年）
- 8 1/2 Otto e mezzo （1963年）
- 明日に生きる I compagni （1963年）
- 昨日・今日・明日 Ieri, oggi, domani （1963年）
- あゝ結婚 Matrimonio all'italiana （1964年）
- Oggi, domani e dopodomani; episodie L'uomo dei cinque palloni （1965年）
- Io, io, io... e gli altri （1965年）
- 華麗なる殺人 La decima vittima （1965年）
- ゴールデン・ハンター(カサノヴァ'70) Casanova 70 （1965年）
- Break-up （1965年）
- 悪のシンフォニー The Poppy Is Also a Flower （1966年）
- 夢みるアルベルト Spara forte, più forte... non capisco! （1966年）
- 異邦人 Lo straniero （1967年）
- 女と男と金 （1968年）
- 恋人たちの場所 Amanti （1968年）
- Diamanti a colazione （1968年）
- ひまわり I Girasoli （1970年）
- Scipione detto anche l'africano （1970年）
- 最後の栄光(劇場未公開・テレビ放映時題名)  Leo The Last （1970年）
- ジェラシー Dramma della gelosia - tutti i particolari in cronaca （1970年）
- Giochi particolari （1971年）
- Permette? Rocco Papaleo （1971年）
- 結婚宣言 La moglie del prete （1971年）
- ...Correva l'anno di grazia 1870 （1971年）
- 哀しみの終るとき Ça n'arrive qu'aux autres （1971年）
- ひきしお La cagna （1972年）
- ポランスキーの 欲望の館 What? （1972年）
- 裂けた鉤十字 ローマの最も長い一日 Rappresaglia （1973年） - 別題 : 裂けた鉤十字 ローマの虐殺
- ダーティウィークエンド Mordi e fuggi （1973年）
- モン・パリ L'Événement le plus important depuis que l'homme a marché sur la lune （1973年）
- アロンサンファン 気高い兄弟 Allonsanfan （1973年）
- 最後の晩餐 La Grande Bouffe （1973年）
- Non toccare la donna bianca （1974年）
- ガンモール おかしなギャングと可愛い女 La pupa del gangster （1974年）
- あんなに愛しあったのに C'eravamo tanto amati （1974年）
- Per le antiche scale （1975年）
- Salut l'artiste （1975年）
- La donna della domenica （1975年）
- Todo modo （1975年）
- 悦楽の闇 Divina creatura （1975年）
- Signore e signori, buonanotte （1976年）
- Culastrisce nobile veneziano （1976年）
- Mogliamante （1977年）
- 特別な一日 Una giornata particolare （1977年）
- Doppio delitto （1977年）
- L'ingorgo - Una storia impossibile （1978年）
- Ciao maschio （1978年）
- 今のままでいて Così come sei （1978年）
- Fatto di sangue fra due uomini per causa di una vedova, si sospettano moventi politici （1978年）
- Giallo napoletano （1979年）
- 女の都 La città delle donne （1980年）
- La terrazza （1980年）
- Fantasma d'amore （1981年）
- La pelle （1981年）
- Oltre la porta （1982年）
- That Night in Varennes （1982年）
- Gabriela （1982年）
- ピエラ 愛の遍歴 Storia di Piera （1983年）
- L'armata ritorna （1983年）
- エンリコ四世 - Enrico IV （1984年）
- Le due vite di Mattia Pascal （1985年）
- ジンジャーとフレッド Ginger and Fred （1985年）
- マカロニ Maccheroni （1985年）
- I soliti ignoti vent'anni dopo （1985年）
- 蜂の旅人 Melissokomos （1986年）
- 黒い瞳 Oci ciornie （1987年）
- ミス・アリゾナ Miss Arizona （1987年）
- インテルビスタ - Intervista （1987年）
- スプレンドール Splendor （1989年）
- BARに灯ともる頃 Che ora è? （1989年）
- アフタヌーンティーはベッドで Cin Cin （1990年）
- みんな元気 Stanno tutti bene （1990年）
- 黄昏に瞳やさしく Verso sera （1990年）
- Le voleur d'enfants （1990年）
- こうのとり、たちずさんで The Suspended Step of the Stork （1991年）
- Di questo non si parla （1992年）
- 迷子の大人たち Used People （1992年）
- Uno, due, tre, stella! （1993年）
- プレタポルテ Prêt-à-Porter （1994年）
- 百一夜 Les Cent et une nuits de Simon Cinéma （1995年）
- 愛のめぐりあい Beyond the Clouds （1995年）
- Sostiene Pereira （1995年）
- Tre vite e una sola morte （1996年）
- 世界の始まりへの旅 Viaggio al principio del mondo （1997年）

## 受賞歴
| 賞                             | 年     | 部門                                    | 作品                                                               | 結果       |
| ------------------------------ | ------ | --------------------------------------- | ------------------------------------------------------------------ | ---------- |
| ナストロ・ダルジェント賞       | 1955年 | 主演男優賞                              | 『Giorni d'amore』                                                 | 受賞       |
| ナストロ・ダルジェント賞       | 1957年 | 主演男優賞                              | 『La fortuna di essere donna』                                     | ノミネート |
| ナストロ・ダルジェント賞       | 1958年 | 主演男優賞                              | 『白夜』                                                           | 受賞       |
| ナストロ・ダルジェント賞       | 1959年 | 助演男優賞                              | 『夏物語』                                                         | ノミネート |
| ナストロ・ダルジェント賞       | 1961年 | 主演男優賞                              | 『甘い生活』                                                       | 受賞       |
| ナストロ・ダルジェント賞       | 1962年 | 主演男優賞                              | 『イタリア式離婚狂想曲』                                           | 受賞       |
| ナストロ・ダルジェント賞       | 1963年 | 主演男優賞                              | 『家族日誌』                                                       | ノミネート |
| ナストロ・ダルジェント賞       | 1964年 | 主演男優賞                              | 『8 1/2』                                                          | ノミネート |
| ナストロ・ダルジェント賞       | 1965年 | 主演男優賞                              | 『ああ結婚』                                                       | ノミネート |
| ナストロ・ダルジェント賞       | 1966年 | 主演男優賞                              | 『華麗なる殺人』                                                   | ノミネート |
| ナストロ・ダルジェント賞       | 1971年 | 主演男優賞                              | 『ジェラシー』                                                     | ノミネート |
| ナストロ・ダルジェント賞       | 1983年 | 主演男優賞                              | 『Il mondo nuovo』                                                 | ノミネート |
| ナストロ・ダルジェント賞       | 1986年 | 主演男優賞                              | 『ジンジャーとフレッド』                                           | 受賞       |
| ナストロ・ダルジェント賞       | 1988年 | 主演男優賞                              | 『黒い瞳』                                                         | 受賞       |
| ナストロ・ダルジェント賞       | 1991年 | 主演男優賞                              | 『黄昏に瞳やさしく』                                               | 受賞       |
| ナストロ・ダルジェント賞       | 1996年 | 主演男優賞                              | 『Sostiene Pereira』                                               | ノミネート |
| ナストロ・ダルジェント賞       | 1997年 | 特別賞                                  | -                                                                  | 受賞       |
| アカデミー賞                   | 1962年 | 主演男優賞                              | 『イタリア式離婚狂想曲』                                           | ノミネート |
| アカデミー賞                   | 1977年 | 主演男優賞                              | 『特別な一日』                                                     | ノミネート |
| アカデミー賞                   | 1987年 | 主演男優賞                              | 『黒い瞳』                                                         | ノミネート |
| ゴールデングローブ賞           | 1962年 | 主演男優賞 (ミュージカル・コメディ部門) | 『イタリア式離婚狂想曲』                                           | 受賞       |
| ゴールデングローブ賞           | 1964年 | ヘンリエッタ賞                          | -                                                                  | 受賞       |
| ゴールデングローブ賞           | 1964年 | 主演男優賞(ミュージカル・コメディ部門)  | 『ああ結婚』                                                       | ノミネート |
| ゴールデングローブ賞           | 1977年 | 主演男優賞 (ドラマ部門)                 | 『特別な一日』                                                     | ノミネート |
| ゴールデングローブ賞           | 1992年 | 主演男優賞 (ミュージカル・コメディ部門) | 『迷子の大人たち』                                                 | ノミネート |
| 英国アカデミー賞               | 1963年 | 外国男優賞                              | 『イタリア式離婚狂想曲』                                           | 受賞       |
| 英国アカデミー賞               | 1964年 | 外国男優賞                              | 『昨日・今日・明日』                                               | 受賞       |
| ダヴィッド・ディ・ドナテッロ賞 | 1964年 | 主演男優賞                              | 『昨日・今日・明日』                                               | 受賞       |
| ダヴィッド・ディ・ドナテッロ賞 | 1965年 | 主演男優賞                              | 『ああ結婚』                                                       | 受賞       |
| ダヴィッド・ディ・ドナテッロ賞 | 1983年 | 主演男優賞                              | 『Il mondo nuovo』                                                 | ノミネート |
| ダヴィッド・ディ・ドナテッロ賞 | 1983年 | 功労賞                                  | -                                                                  | 受賞       |
| ダヴィッド・ディ・ドナテッロ賞 | 1986年 | 主演男優賞                              | 『ジンジャーとフレッド』                                           | 受賞       |
| ダヴィッド・ディ・ドナテッロ賞 | 1988年 | 主演男優賞                              | 『黒い瞳』                                                         | 受賞       |
| ダヴィッド・ディ・ドナテッロ賞 | 1995年 | 主演男優賞                              | 『Sostiene Pereira』                                               | 受賞       |
| ダヴィッド・ディ・ドナテッロ賞 | 1997年 | 功労賞                                  | -                                                                  | 受賞       |
| サン・セバスティアン国際映画祭 | 1965年 | 男優賞                                  | 『カサノヴァ'70』                                                  | 受賞       |
| カンヌ国際映画祭               | 1970年 | 男優賞                                  | 『ジェラシー』                                                     | 受賞       |
| カンヌ国際映画祭               | 1987年 | 男優賞                                  | 『黒い瞳』                                                         | 受賞       |
| イタリア・ゴールデングローブ賞 | 1976年 | 主演男優賞                              | 『La donna della domenica』 『Per le antiche scale』 『Todo modo』 | 受賞       |
| イタリア・ゴールデングローブ賞 | 1978年 | 主演男優賞                              | 『特別な一日』                                                     | 受賞       |
| イタリア・ゴールデングローブ賞 | 1984年 | 主演男優賞                              | 『エンリコ四世』                                                   | 受賞       |
| イタリア・ゴールデングローブ賞 | 1986年 | 主演男優賞                              | 『ジンジャーとフレッド』 『マカロニ』                              | 受賞       |
| イタリア・ゴールデングローブ賞 | 1991年 | 主演男優賞                              | 『黄昏に瞳やさしく』                                               | 受賞       |
| ヴェネツィア国際映画祭         | 1989年 | 男優賞                                  | 『BARに灯ともる頃』                                                | 受賞       |
| ヴェネツィア国際映画祭         | 1990年 | 栄誉金獅子賞                            | -                                                                  | 受賞       |
| ヴェネツィア国際映画祭         | 1993年 | 助演男優賞                              | 『Uno、due、tre、stella!』                                         | 受賞       |
| ヨーロッパ映画賞               | 1989年 | 生涯貢献賞                              | -                                                                  | 受賞       |
| セザール賞                     | 1993年 | 名誉賞                                  | -                                                                  | 受賞       |

## 出演

### CM
- カネボウ化粧品 バルカン（リア王篇、1978年）[3]